# Mimocagosima humeralis
Mimocagosima humeralis là một loài bọ cánh cứng trong họ Cerambycidae.